# Ellac
Ellac ou Ellak selon les transcriptions, est le fils ainé d'Attila. Il est roi des Huns de la mort de son père à sa défaite au combat en 454.

## Biographie
À la mort de son père Attila, au printemps 453, Ellac, fils aîné, né d’Êrekan, devient le grand-roi des Huns sans difficultés avec l’appui d’Onégèse, secrétaire d'Attila, mais ses frères Ernakh et Dengitzic réclament vite leur part de pouvoir. 
Ellac réussit dans un premier temps à vaincre ses cadets avec l’aide des peuples auxiliaires germaniques et iraniens, mais il est battu et tué sur le Nedao au printemps 454 ou 455, face à l'armée coalisée des Gépides et des Sarmates révoltés, conduite par le roi gépide Ardaric.